# Basiceramerus upelbensis
Basiceramerus upelbensis är en kvalsterart som beskrevs av Corpuz-Raros 1989. Basiceramerus upelbensis ingår i släktet Basiceramerus och familjen Otocepheidae. Inga underarter finns listade.